# David E. Scherman
Pour les articles homonymes, voir Scherman.
David E. Scherman est un photographe et journaliste américain né en 1916 à New York et mort le 5 mai 1997 à Stony Point.
Il est né dans une famille juive de Manhattan. Collaborateur de Life, il couvre la Seconde Guerre mondiale en tant que correspondant pour ce magazine, travaillant un temps aux côtés de Lee Miller, quant à elle collaboratrice du Vogue britannique. Son plus fameux cliché représente cette dernière dans la baignoire d'Adolf Hitler à Munich au printemps 1945.
Il meurt d'un cancer le 5 mai 1997 à Stony Point